# بروس جونز
بروس جونز (بالإنجليزية: Bruce Jones)‏ هو ممثل بريطاني، ولد في 24 يناير 1953 في المملكة المتحدة.

## أعمال

### أفلام
- (1997) كل ما هو مطلوب[5]

## وصلات خارجية
- بروس جونز على موقع IMDb (الإنجليزية)
- بروس جونز على موقع قاعدة بيانات الفيلم (الإنجليزية)